# Ferréol d'Uzès
Ferréol d'Uzès (Narbona, 521) era o filho do senador Ansberto e da princesa Batilda , filha do rei Clotário I.
Ele recebeu uma brilhante educação de seu tio, o bispo Rurício. Seu outro tio, são Firmino, o ordena sacerdote e o designa como sucessor à frente da diocese de Uzès. Ferréol sucede seu tio Firmin como bispo de Uzès aos 32 anos em 553. É consagrado pelo bispo de Arles Sapaudo, seu metropolita, assistido pelos bispos de Avignon e Orange, seus confrades provinciais.